# True Blue
True Blue es el tercer álbum de estudio de la cantante estadounidense Madonna, publicado el 30 de junio de 1986 por la compañía discográfica Sire Records. Para su grabación, la cantante trabajó en conjunto con Stephen Bray y Patrick Leonard, además de haber participado en la composición y producción de todas las pistas del álbum. Referido como su obra más femenina, True Blue mostró sus conceptos del amor, el trabajo, los sueños, así como el de las decepciones, y fue inspirado por su entonces esposo Sean Penn, a quien Madonna le llegó a dedicar el álbum. Las canciones tomaron una dirección diferente a la que fueron sus trabajos previos, ya que incorporó elementos de música clásica dentro de su habitual género dance pop con el fin de que pudiese atraer un público más maduro que se mantenía escéptico ante su obra.
La instrumentación del álbum incluye sonidos de guitarras acústicas, baterías, sintetizadores e instrumentos musicales típicos de Cuba. Las pistas abarcan letras que van desde el amor hasta la libertad, y en el caso de «Papa Don't Preach», problemas sociales como el embarazo adolescente. Luego de su lanzamiento, True Blue recibió reseñas generalmente positivas por parte de críticos musicales, quienes lo describieron como lo mejor del dance pop y como un arquetipo para los álbumes publicados a finales de los años 1980 y principios de los de 1990. También elogiaron el hecho de que la voz de Madonna sonara más fuerte que en sus trabajos anteriores, al tiempo que destacaron sus habilidades como compositora, cantante y artista.
Tras su publicación, True Blue se convirtió en un éxito mundial, pues alcanzó el número uno en un récord de 28 países, entre ellos Alemania, Australia, Canadá, España, Estados Unidos, Francia, Italia y Reino Unido. Además, pasó 29 semanas consecutivas en la cima de la lista European Top 100 Albums, más de lo que cualquier otro álbum ha logrado. Se convirtió en el disco más vendido de 1986 y en el más comercializado en la década de 1980 por una mujer, y permanece como uno de los más vendidos en la historia, con ventas que sobrepasan las 25 millones de copias. Los cinco sencillos obtenidos del álbum entraron a las primeras cinco posiciones del conteo Billboard Hot 100, de los cuales «Live to Tell», «Papa Don't Preach» y «Open Your Heart» llegaron al primer puesto, un récord para esa época.
El lanzamiento se promocionó con la segunda gira y la primera mundial de la intérprete, Who's That Girl World Tour, que visitó varias ciudades de Norteamérica, Europa y Asia en 1987. Los sencillos y sus respectivos videos musicales generaron debates entre los grupos sociales y académicos, especialmente la letra de «Papa Don't Preach» sobre el embarazo en los adolescentes y el video de «Open Your Heart», en el que se muestra a un niño entrando a un club nudista. A menudo se cita a True Blue como el álbum que convirtió a Madonna en una verdadera superestrella y que cimentó su reputación como la figura femenina más importante de la industria musical en los años 1980. Este álbum también le brindó su primera aparición en el Libro Guinness de los récords.

## Antecedentes y desarrollo
El 6 de marzo de 1986, durante una conferencia de prensa sobre la cinta Shanghai Surprise realizada en el Kensington Roof Gardens de Londres, Madonna confirmó que se encontraba trabajando en un nuevo álbum llamado Live to Tell, que finalmente sería renombrado como True Blue. Nuevamente trabajó con Stephen Bray, quien había participado en la grabación de su disco anterior Like a Virgin, además de colaborar por primera vez con Patrick Leonard. Madonna participó en la composición de cada canción, aunque su intervención en el desarrollo de algunas pistas como «Papa Don't Preach» y «Open Your Heart» se limitó a añadir algunas letras. También se le acreditó como coproductora de cada tema. El álbum se grabó a principios de 1986, durante su primer año de matrimonio con el actor estadounidense Sean Penn. Le dedicó el álbum diciendo: «Esto está dedicado a mi marido, el chico más genial del universo». Con este lanzamiento, Madonna intentó atraer un público más maduro que previamente se había mantenido escéptico ante su música, al experimentar con su imagen, adaptar un estilo más «tradicional» e incorporar música clásica en su obra.
Referido como el álbum más femenino de Madonna, True Blue muestra sus conceptos de amor, trabajo, sueños, así como sus decepciones. De acuerdo con la intérprete, True Blue tomó su nombre de una de las expresiones favoritas de Penn. El disco fue un tributo directo al actor, inspirado por el «amor desvergonzado» que la cantante sentía por él, de modo que muchas de las canciones reflejan esta idea. Cada tema del disco se desarrolló de manera independiente. La primera pista, «Papa Don't Preach», fue escrita por Brian Elliot, quien la describió como «una canción de amor, tal vez enmarcada un poco diferente». La canción se basa en historias que oía tras la puerta de su estudio, que tenía una gran ventana frontal que las alumnas del North Hollywood High School de Los Ángeles usaban como espejo para arreglarse el pelo y charlar. «Open Your Heart», la primera melodía grabada para el disco a principios de 1986, fue originalmente compuesta para Cyndi Lauper.
«White Heat» está dedicado al actor James Cagney y toma su nombre de la película de 1949; en la letra se incluyeron dos referencias a la banda sonora original. La siguiente canción, «Live to Tell», fue originalmente escrita por Patrick Leonard para la banda sonora de Fire with Fire, pero luego de que Paramount Pictures la rechazara, Leonard mostró su trabajo a Madonna, que decidió usarla en At Close Range, la película más reciente de Penn. Para ello, grabó una maqueta y cuando James Foley, el director de la cinta, la escuchó, le pidió a Leonard trabajar en la banda sonora, tal como lo sugirió Madonna.
True Blue fue el primer álbum donde Madonna incluyó temáticas hispanas evidentes, como en «La isla bonita». Este tema había sido escrito para el álbum de Michael Jackson Bad, pero este lo rechazó. Cuando trabajaba con Leonard, Madonna aceptó grabar la pista y reescribió la letra, por lo que obtuvo los créditos de compositora. La intérprete describió la canción como su tributo a la «belleza y el misterio de la gente latinoamericana». Originalmente postulado como el primer sencillo, «Love Makes the World Go Round» es la pista de cierre y fue presentado por primera vez en el concierto benéfico Live Aid en julio de 1985; es una canción cuya letra recuerda la música antiguerra de los años 1960.

## Portada
La portada del álbum, tomada por el fotógrafo Herb Ritts, es una de las más icónicas y reconocibles de Madonna. En esta se muestra la imagen de la cantante desde el cuello hacia arriba. Los colores predominantes son el gris, el blanco y varias tonalidades de azul, para enfatizar el título. Madonna se colocó en una pose elegante mientras usaba maquillaje pálido con los labios pintados de rojo, inclinando su cabeza hacia atrás como un cisne. Jeri Heiden, quien trabajaba en el departamento artístico de Warner Bros., fue la encargada de editar las fotografías y adaptarlas para la portada; en ese lugar tuvo que trabajar con un total de sesenta rollos fotográficos, cada uno de 35 mm. Heiden ordenó entre treinta y cuarenta impresiones de prueba de las sesiones de Ritts e hizo sus recomendaciones basadas en ellas. Varias de las imágenes que se consideraron durante este proceso se convirtieron en las portadas de los sencillos «Papa Don't Preach», «True Blue» y «Open Your Heart». Madonna, Heiden y Jeff Ayeroff, director creativo de Warner Bros., eligieron la fotografía final. Posteriormente, Heiden empezó a trabajar en dos versiones distintas para la portada. Como la fotografía original fue tomada en blanco y negro, Heiden experimentó con una variedad de estilos, y para combinar con el título del álbum, decidió pintar a mano la imagen para darle una tonalidad azul. Las portadas del LP y del CD solo muestran un fragmento de esta fotografía que también abarca el torso; la imagen completa se utilizó para el casete y como un póster promocional en las primeras ediciones del LP.

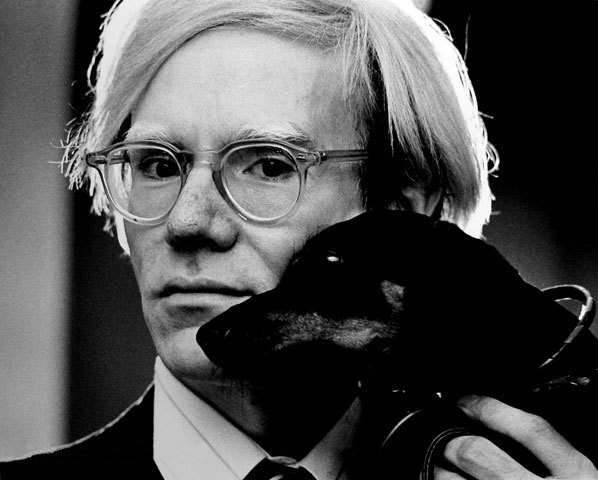
El concepto de «arte pop» del artista Andy Warhol (fotografía) fue una de las principales inspiraciones para la portada de True Blue

En Estados Unidos y Canadá, la portada no contenía ningún logotipo, pero el lanzamiento europeo incluía el título y el nombre de Madonna en ella. Heiden explicó en una entrevista para la revista Aperture que habían pensado que sería «genial» utilizar una etiqueta autoadherible en la edición estadounidense, para que cuando se desprendiera solo quedara la fotografía de Madonna. Para el mercado europeo, Warner sintió que era necesario poner su nombre en la portada, ya que no querían arriesgar la popularidad de Madonna allí. La contraportada y el folleto contenían la lista de canciones escrita a mano por Heiden. La misma diseñadora comentó al respecto: «Creo que la imagen se volvió más interesante cuando se ajusta a un cuadrado —y en ese entonces siempre empezábamos con la configuración de una portada para un álbum. Era como si flotara— su ropa no se veía. Tomó la apariencia de una estatua de mármol —como una diosa—. En la imagen vertical puedes ver su chaqueta de cuero y el muro, y se vuelve más típico, editorial, terrenal».
Según Lucy O'Brien, autora del libro Madonna: Like an Icon, el diseño de la portada estaba a la par con el concepto de arte pop de Andy Warhol. La escritora percibió que la imagen era una mezcla de inocencia, idealismo, al tiempo que incorporaba el estilo technicolor de los años 1950 y la pintura a mano, característico de los diseños de serigrafía de Warhol. Heiden también mencionó que «[Madonna] ya estaba muy consciente del valor de su imagen y puso control sobre ella». A su vez, O'Brien sintió que la portada anunciaba la llegada de una nueva Madonna, al explotar el atractivo perdurable de su ícono Marilyn Monroe: «Con esta imagen, Madonna hizo explícita la conexión entre Warhol y ella misma, el nexo vívido entre el arte pop y el comercio. El fin de la década de 1980 marcó una nueva era del artista pop como una marca, y Madonna se convirtió en la primera en explotar esto». Erica Wexler de Spin describió a la artista en la fotografía «como una cobra bronceándose en el sol ardiente, en la portada de su nuevo álbum extiende su perfil lascivamente». El escritor J. Randy Taraborrelli comentó en Madonna: An Intimate Biography que la portada indicó cómo True Blue fue un vehículo para el crecimiento de Madonna. También mencionó que la fotografía libre de color de su cabeza inclinada hacia atrás y sus ojos cerrados era discreta, especialmente cuando se le comparaba con las poses provocativas con las que se le había asociado en el pasado. El interior del álbum no incluyó ninguna fotografía, únicamente los créditos y las letras de los temas. Esto se debió a que Madonna quería ser representada por su trabajo en True Blue, no por su imagen.

## Composición
Musicalmente True Blue tomó una dirección diferente para Madonna. En sus trabajos anteriores utilizó una voz aguda, mientras que en esta ocasión cantó con un tono más grave, algo propio del bubblegum pop. Las canciones del material reflejan esto, donde se utilizaron una serie de instrumentos para expresar los diferentes estados de ánimo que las letras enfatizaban. Por ejemplo, «Papa Don't Preach» presenta guitarras acústicas, eléctricas y rítmicas, teclados y arreglos de cuerda, además de contener un sample de la sonata Appassionata de Beethoven. En «Open Your Heart», se utilizó una melodía con una percusión continua. Para «White Heat» se utilizaron algunos diálogos y disparos de la película homónima. Esta pista se caracteriza por su tempo dance acelerado con un bajo sintetizado y la voz grabada con el método de grabación multipista, con el apoyo de varias voces masculinas en el estribillo. En baladas como «Live to Tell» se utilizó la instrumentación de fondo de un teclado, un sintetizador, una guitarra funk y una mezcla de percusiones reales y sintetizadas. «Where's the Party» es una canción dance estándar con arreglos de percusión, sintetizador, un ritmo estrepitoso y un enfoque de remezcla en toda la melodía. La canción que le da el título al álbum presenta una instrumentación donde se destaca la guitarra rítmica, el sintetizador, el teclado y percusiones para la línea de bajo, con una pista de fondo que emplea una progresión de acordes de uso común en el doo wop. Por su parte, se utilizaron tambores cubanos, guitarras españolas, maracas y armónicas en «La isla bonita». «Jimmy Jimmy» tiene una influencia pop de principios de los años 1950 y una letra en homenaje al actor James Dean.
En lo que respecta a las letras, en True Blue Madonna refleja sus ideas sobre el amor. «Where's the Party» habla de una chica trabajadora que disfruta de su día en la pista de baile después del trabajo, y «Jimmy Jimmy» narra la admiración de Madonna por el chico malo del barrio. Otras canciones como «La isla bonita» y «Love Makes the World Go Round» tienen letras que se ocupan del escapismo de la vida normal, mientras que la última habla sobre la paz y la lucha contra la pobreza y utiliza tambores y ritmos latinos influenciados por la samba. La letra de «White Heat» se refiere a la firmeza y Madonna incluye la cita infame de Clint Eastwood, make my day —«alégrame el día»—. «Papa Don't Preach» se refiere a una mujer joven que le dice a su padre que está embarazada, pero que va a conservar a su bebé. «Live to Tell» retrata la complejidad del engaño y la desconfianza. La canción también se trata de cicatrices de la infancia y tiene un tono emocional extremo, y de acuerdo con Andrew Metz y Carol Benson, autores de The Madonna Companion: Two Decades of Commentary, alcanza «un sentido divino». En «True Blue», la artista habla sobre el romance en un pop inspirado en los años 1950 y su letra se estructura en la forma de verso-estribillo, donde expresa lo que siente por Sean Penn. Finalmente, Madonna expuso su deseo sexual en «Open Your Heart» y describió la belleza de un paraíso latino en «La isla bonita».

## Recepción crítica
True Blue recibió reseñas generalmente positivas por parte de la prensa especializada, que destacó el hecho de que la voz de Madonna sonaba más fuerte que en sus trabajos anteriores. En su reseña en The New York Times, Jon Pareles dijo que el disco retomó el tema de la fidelidad con sus canciones y resaltó cómo le añadió un toque del mundo real en ellas, haciéndola alcanzar los «límites de lo permitido». Stephen Holden, de esa misma publicación, lo elogió y dijo que «Madonna va directo al corazón en este disco». En la revista Rolling Stone, Davitt Sigerson afirmó que «cantó mejor que nunca» y describió las pistas como «pegadizas», pero también remarcó la falta de canciones sobresalientes. Finalmente, escribió que True Blue es un «álbum nuevo, adorable, confiable y tenaz» que «se mantiene fiel a su pasado mientras se alza desvergonzadamente sobre él». Augusto Dorado, de La Izquierda Diario, sostuvo que «el secreto [de True Blue] seguía estando en la voz y la personalidad de Madonna, pero la diferencia estaba en los arreglos más cuidados: toques de guitarra flamencos, instrumentación más compleja en algunos pasajes, voz reforzada y con tono más bajo que en los discos anteriores». Leo Tassoni, autor de la biografía Madonna, afirmó que era un disco más elaborado que los anteriores, tanto en imagen como en sonido, y elogió sus «sofisticadas connotaciones de la música pop de los años sesenta». Justin Chadwick, de Albumism, notó que «sus canciones siguen siendo provocativas, pero los mensajes y tonos que lo definen son notablemente más sustantivos, menos superficiales». Además, lo nombró el «primer indicio de su transformación en una artista más madura y versátil». En una nota similar, Peter Piatkowski de PopMatters lo llamó un «punto de partida para el ascenso exponencial de su brillantez artística, que comenzaría con Like a Prayer (1989) y alcanzaría su punto máximo en Ray of Light (1998)». Graham Gremore, de la revista Queerty, dijo que era «uno de los álbumes más divertidos y puros de Madonna», y que además «define por sí solo la música pop de los 80».
Stephen Thomas Erlewine, en su crítica para Allmusic, lo declaró como «uno de los mejores álbumes del dance pop, un disco que demuestra las verdaderas habilidades de Madonna como compositora, alborotadora y artista a todo lo ancho, resultado de su sentido de la diversión pura». Continuó: «Lo que es brillante de True Blue es que hace ambas cosas aquí, usar la música para enganchar a sus críticos tal como atrapa a una audiencia masiva con golpes maestros como "Papa Don't Preach" donde afirma de forma desafiante que va a conservar a su bebé. Es fácil etiquetar al movimiento anti-aborto como feminista, pero lo que es difícil es trascender tu estatus como una diva del dance pop al recordar conscientemente al clásico grupo pop de chicas ("True Blue", "Jimmy Jimmy") para enganchar a los críticos, mientras profundizas en los ritmos dance ("Open Your Heart", "Where's the Party"), tocas unos ritmos latinos ("La isla bonita"), haces un llamado por la paz mundial ("Love Makes the World Go Round") y entregas una balada tremenda que reescribe las reglas del cruce con el adult contemporary ("Live to Tell")». Wenceslao Bruciaga, de la edición mexicana de Vice, opinó que es «perfecto por su cursilería sin culpas [...] pero también porque es un álbum que antepuso la exquisitez musical por encima de la provocación que después se convertiría en el sello de Madonna», y sostuvo que los cinco sencillos publicados «han superado la prueba del tiempo con tremenda dignidad». Gabriel Orqueda, de la revista argentina Silencio, lo nombró su quinto mejor álbum y prosiguió: «Como si estuviera impulsada por un hambre de complejidad, Madonna encuentra tonos medios y graves en su voz que le dan su primer gran salto como intérprete». La revista inglesa Gay Times afirmó que incluía «nueve temas de excelencia pop de los 80, y es, sin lugar a dudas, la obra más notable de Madonna de esa década». Peter Piatkowski lo nombró «un logro imponente. Tan imponente como los intimidantes sets de Erich Kettelhut para Metrópolis de Fritz Lang. [...] No es solo música pop fantástica, también es una impresionante hazaña de trabajo duro».
En 2001, Michael Paoletta de Billboard comentó que casi 20 años después de su debut, el álbum aún es «irresistible». Por su parte, Jim Farber de Entertainment Weekly mencionó: «En su tercer proyecto, Madonna se encuentra añadiendo a su paleta artística el pop español ("La isla bonita") y confundiendo nuestras cabezas con lo que parece una canción anti-aborto ("Papa Don't Preach"). También es notable por "Live to Tell", su mejor balada hasta la fecha». Sebas E. Alonso de Jenesaispop escribió: «En su tercer disco ya es una mujer casada (con Sean Penn) de casi 30 años y podemos hablar por tanto de un álbum maduro por momentos». Asimismo, mencionó que «da la mejor sucesión de singles de su historia, con cinco canciones recordadas por todo el mundo y a menudo recuperadas en setlists de sus giras, bodas y karaokes». Jaime Cristóbal, del mismo sitio, lo calificó como «lleno de maravillas» y consideró a «Live to Tell» como un «monumento». Xavi Sánchez Pons, de Mondosonoro, dijo que se trataba de un álbum «algo petardo». El sitio Hispavista dijo que con este disco, fue «su primer acercamiento a sus raíces latinas». El autor italiano Francesco Falconi elogió su «sonido fresco y desenfrenado» y comentó que «en todo [el álbum] se respira su amor por Sean Penn, inclusive en los temas que salieron peor como "White Heat"». Para Ana Naranjo, de la edición española de Vanity Fair, fue uno de los «discos clave» de la artista, mientras que para Louis Virtel de NewNowNext fue «el álbum donde Madonna se volvió sobrehumana». Néstor Villamor, del diario digital español The Objective, destacó que se trataba de un álbum «notablemente superior a sus dos anteriores trabajos [...] que además ha dejado una retahíla de himnos inmortales de la música pop: "Papa don’t preach", "Open your heart" y "La isla bonita". Memorable. Muy memorable».
Para Joseph Earp, del portal australiano Junkee, se trató de un álbum «un poco fundamental, lo cual no es un problema - muchos cantantes pop nunca lanzan un disco tan bueno en toda su carrera - solo significa que la mayoría de los oídos gravitarán hacia algo más atrevido y extraño». Aunque Sal Cinquemani, de la revista en línea Slant, lo calificó como «el arquetipo supremo de la música pop de finales de la década de 1980 y principios de 1990», también expresó que era el álbum más anticuado de Madonna; elogió las canciones por ser más maduras que «Material Girl» y dijo que «incluye algunos de los éxitos más grandes e influyentes de Madonna (el robusto "Open Your Heart" y el eterno "La isla bonita"), pero también algunos de sus momentos más tontos». Robert Hilburn de Los Angeles Times sostuvo que «True Blue no es música revolucionaria, pero es imaginativa, pop altamente energizado que reconoce los límites y placeres de un boleto al top 40». Erica Wexler de Spin comentó que «True Blue es el rito de transición de Madonna entre la adolescencia pop y un mundo adulto más violento. Con todos sus artificios y tonadas maravillosas que no puedo exorcizar de mi cabeza, su misticidad aún se explica por el macho joven que una vez me dijo "amo levantar pesas con Madonna"». Finalmente, en una nota menos favorable, Robert Christgau dijo: «En una época de autodecepción colectiva, no necesitamos otra desilusión».

## Recepción comercial

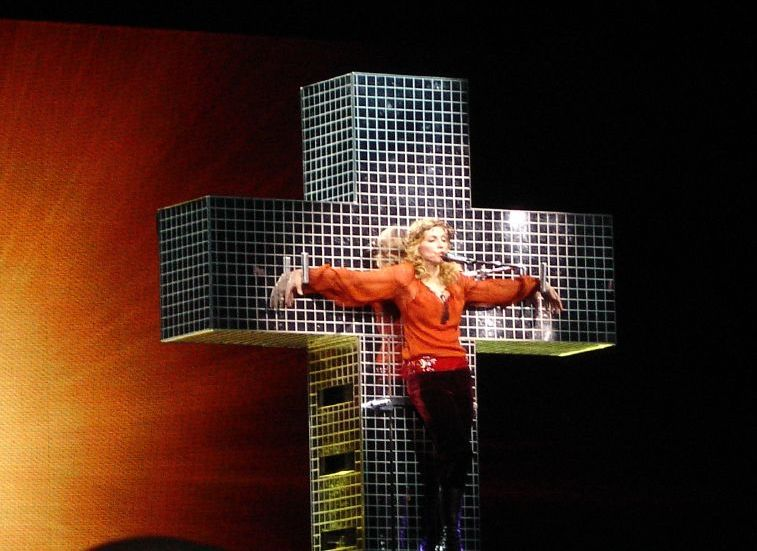
Madonna cantando «Live to Tell», el primer sencillo del álbum, durante el Confessions Tour (2006). El tema fue su tercer número uno en la lista estadounidense Billboard Hot 100

En Estados Unidos, True Blue debutó en el puesto número 28 de la lista Billboard 200 y alcanzó la cima en la edición del 16 de agosto de 1986; permaneció cinco semanas consecutivas en lo más alto y dentro de la lista por un total de 82. Además, alcanzó el lugar 47 en el Top R&B/Hip-Hop Albums. La Recording Industry Association of America (RIAA) lo certificó con siete discos de platino por la distribución de más de siete millones de copias, siendo el tercer álbum más vendido de Madonna en ese país, detrás de Like a Virgin (1984) y The Immaculate Collection (1990) —ambos con más de diez millones de unidades vendidas—. Luego de que Nielsen SoundScan iniciara sus operaciones en 1991, el lanzamiento vendió otros 404 000 ejemplares. En Canadá, el disco debutó en la posición 73 de la lista de RPM, en la edición del 5 de julio de 1986. En la semana del 9 de agosto ascendió al número uno, donde permaneció por nueve semanas y un total de 77 dentro de la lista. Luego de vender más de un millón de copias, Music Canada certificó a True Blue con un disco de diamante.
True Blue también fue un éxito comercial en Asia y Oceanía. En Japón, el álbum llegó a lo más alto en la lista combinada de CD de Oricon. En la ceremonia del Japan Gold Disc Awards de 1987 celebrada por la Recording Industry Association of Japan (RIAJ), True Blue recibió el premio al álbum solista pop del año y el gran premio al álbum del año, que era entregado al disco extranjero más vendido en el país, mientras que Madonna recibió el galardón al artista del año por ser el músico extranjero con mejores ventas. En Hong Kong, True Blue recibió una certificación de disco de platino por la Federación Internacional de la Industria Fonográfica. En Australia, llegó al primer puesto del ranking Kent Music Report el 4 de agosto de 1986, y permaneció por dos semanas en esa posición. Recibió cuatro discos de platino por parte de la Australian Recording Industry Association (ARIA), al distribuir más de 280 000 unidades. También alcanzó la cima de la lista de Nueva Zelanda y obtuvo cinco discos de platino, otorgados por la Recorded Music NZ (RMNZ), al vender más de 75 000 ejemplares.
True Blue alcanzó su recepción comercial más importante en Europa, donde ocupó el primer puesto del European Hot 100 Albums por 29 semanas consecutivas —más de lo que cualquier otro álbum ha logrado— desde el 2 de agosto de 1986 hasta el 7 de marzo de 1987, y superó el anterior récord de Brothers in Arms, de la banda británica Dire Straits, que pasó 25 semanas en la primera posición. En Reino Unido, True Blue debutó en la cima del UK Albums Chart el 12 de julio de 1986, el primer álbum de un artista estadounidense en hacerlo. Permaneció ahí por seis semanas, además de otras 90 dentro de la lista. True Blue fue el álbum más vendido de 1986 en este país. La British Phonographic Industry (BPI) lo ha certificado con siete discos de platino por la venta de 2,1 millones de copias. True Blue también llegó al número uno de las listas de Francia, donde fue certificado con un disco de diamante por el Syndicat National de l'Édition Phonographique (SNEP), al vender alrededor de 1 353 100 unidades. Finalmente, en Alemania alcanzó la primera posición durante ocho semanas y fue certificado con un disco doble de platino por la Bundesverband Musikindustrie (BVMI) gracias a la venta de más de un millón de ejemplares.

## Promoción

### Sencillos
El primer sencillo extraído del álbum fue «Live to Tell», lanzado en marzo de 1986. La canción fue la segunda balada grabada por Madonna, después de «Crazy for You», y fue utilizada para la banda sonora de At Close Range, estelarizada por Penn. El tema recibió críticas positivas al calificarla como «su mejor balada hasta la fecha», así como una «tremenda balada que reescribre las reglas del adult contemporary». «Live to Tell» fue su tercer número uno en la lista Billboard Hot 100 y el segundo en provenir de alguna banda sonora. Se convirtió en un éxito internacional al entrar a las diez primeras posiciones en Bélgica, Canadá, Francia, Noruega, Nueva Zelanda, Países Bajos, Suiza y Reino Unido.
En junio de 1986 se publicó «Papa Don't Preach» como el segundo sencillo. Obtuvo críticas generalmente positivas de parte de la prensa, quien la consideró como «la canción sobresaliente» del álbum, además de que «con canciones como "Papa Don't Preach", Madonna hizo la transición de pop-tart a una artista consumada, al unirse con íconos de la década de 1980 como Michael Jackson y Prince». Obtuvo un éxito comercial pues llegó a lo más alto en Bélgica, Canadá, Estados Unidos, Irlanda, Noruega, Países Bajos y Reino Unido.

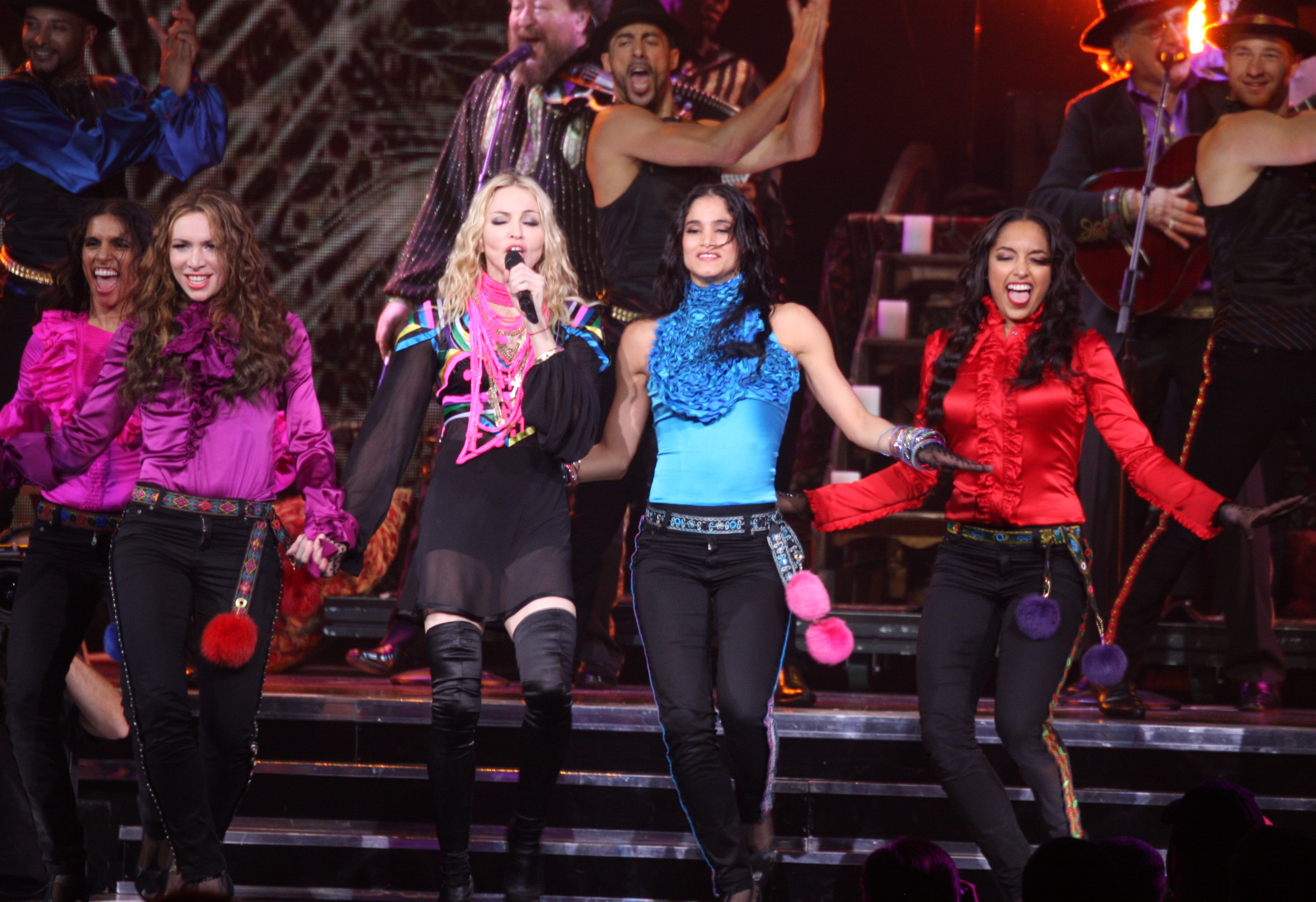
Madonna interpretando el quinto y último sencillo del álbum, «La isla bonita», durante el Sticky & Sweet Tour de 2008-2009

El tercer sencillo, «True Blue», salió a la venta en septiembre de 1986. Es una canción dance pop inspirada por las bandas femeninas de Motown de los años 1950. En su mayor parte los críticos la calificaron como una pista alegre y divertida con un toque de los años 1950, aunque algunos creyeran que era una melodía «sin descaro y neutralizada» a comparación de los demás temas del disco, y que «True Blue» es «una canción que solamente es linda y no es realmente buena para ser la pista que le da el título al álbum». Sin embargo, se convirtió en otro éxito para la cantante, al llegar al número tres del Billboard Hot 100, así como a la primera posición en Irlanda y Reino Unido.
El cuarto sencillo, «Open Your Heart», se editó en noviembre de 1986 y recibió críticas positivas por parte de la prensa, que la compararon con las canciones de amor más dulces de la época después de la Motown, y la llamaron «perfecta» para pavonearse en la pista de baile. El tema alcanzó el número uno en la Hot 100 y estuvo entre las primeras diez posiciones en varios países europeos como Bélgica, Irlanda, Países Bajos y Reino Unido.
El quinto y último sencillo fue «La isla bonita», puesto a la venta en febrero de 1987. La letra describe a Madonna como una turista que reza «que los días duraran más, pasaron tan rápido». El primer verso hace referencia a una isla llamada «San Pedro», aunque la existencia de dicho lugar nunca ha sido confirmada por Madonna. La pista recibió buenas reseñas, ya que los críticos la elogiaron como una de las mejores canciones de Madonna y una de las más influyentes, así como el mejor corte del álbum. Fue un éxito internacional ya que alcanzó la cima de las listas en Alemania, Austria, Canadá, Francia, Reino Unido y Suiza y ocupó el cuarto lugar en la Hot 100.

### Gira

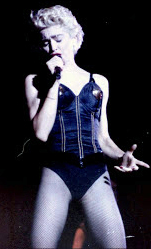
Madonna interpretando «Open Your Heart», cuarto sencillo de True Blue, en el Who's That Girl World Tour de 1987

Antes de publicarse el álbum, Madonna interpretó «Love Makes the World Go Round» en la serie de conciertos Live Aid de 1985. En 1987, el resto de las pistas del disco se incluyeron en el Who's That Girl World Tour, a excepción de «Jimmy Jimmy», la cual permanece como el único tema del disco que Madonna nunca ha cantado en directo. Sirvió para promocionar True Blue junto con la banda sonora de la película ¿Quién es esa chica?. Fue la primera gira mundial de Madonna, con fechas en Asia, Norteamérica y Europa. Musical y tecnológicamente superior a The Virgin Tour, Who's That Girl incorporó elementos multimedia para hacer más atractivo el espectáculo. Madonna se entrenó con ejercicios aeróbicos, caminatas y levantamiento de pesas, con el fin de resistir las coreografías y rutinas de baile. Para el vestuario colaboró con la diseñadora Marlene Stewart, con quien trabajó en la idea de recrear sus videos más populares en el escenario, al imitar escenas de «True Blue», «Open Your Heart», «Papa Don't Preach» y «La isla bonita». El escenario era grande, con cuatro pantallas, proyectores multimedia y una plataforma con escaleras en el medio. Leonard se convirtió en el director musical y animó a Madonna para retocar sus canciones más antiguas y presentarlas con un nuevo formato.
Madonna nombró a la gira como Who's That Girl luego de ver una enorme imagen suya proyectada en una pantalla durante los ensayos. El espectáculo incluía siete cambios de vestuario y rutinas de baile y teatrales con un encore donde interpretaba «Who's That Girl» y «Holiday» (1983). La gira también abordaba temáticas sociales como el sida, durante «Papa Don't Preach». Recibió la apreciación de los críticos, quienes resaltaron la naturaleza extravagante del concierto y elogiaron a la artista por sus bailes, vestuarios y su dinamismo.
En total, recaudó más de 25 millones USD, con un público estimado en más de 1,5 millones de asistentes; según Pollstar, fue la segunda gira más exitosa de una solista en 1987, detrás del Break Every Rule Tour de Tina Turner. Para el lanzamiento del VHS Ciao Italia: Live from Italy se filmaron dos conciertos del tour. Taraborrelli comentó que «muchas artistas se comportan como una diva por un tiempo cuando alcanzan el estatus de superestrella, y el Who's That Girl? World Tour marcó el inicio de la etapa de Madonna». La gira es notable por la presentación de una nueva personalidad suya, una imagen sexual más inteligente y fuerte que la anterior que había llevado al surgimiento de las Madonna wannabe. En Pacentro, Italia, donde sus antepasados solían vivir, se erigió una estatua de Madonna vistiendo un sostén cónico en su nombre.

## Logros y reconocimientos
El éxito mundial de True Blue llevó a Madonna por primera vez al Libro Guinness de los récords en su edición de 1988, donde se llevó el título de la cantante más exitosa de 1986. El disco también rompió el récord por llegar al número uno de las listas de más países, al ocupar la primera posición en 28 naciones. También fue el álbum más vendido de 1986, así como el más comercializado en la década de 1980 por una mujer y permanece como uno de los más vendidos de la historia, con ventas que superan las 25 millones de copias. Adicionalmente, el álbum figuró en el Libro Guinness de los récords como el disco mejor vendido por una mujer, con ventas de unas 17 millones de copias hasta 1990. En Reino Unido, Madonna se convirtió en la primera persona que, después de Elvis Presley, consiguió permanecer en las listas de éxitos durante dos años.
Los radioescuchas de BBC Radio 1 ubicaron a True Blue en el número 821 en los «1000 álbumes que se deben escuchar», mientras que el equipo de redacción de la revista en línea Slant lo escogió como el número 60 de su lista de los mejores de la década de 1980 y afirmó que fue el disco en el que se hizo evidente que Madonna era algo más que una estrella pop de «pura espuma». La portada ha sido considerada como una de las mejores de Madonna y de la música en general, así lo sugieren las múltiples representaciones e imitaciones hechas por distintos artistas alrededor del mundo. En una encuesta realizada en 1991 por la revista Rolling Stone para escoger las «100 mejores carátulas», se ubicó en el número 67; situación similar en 2012, cuando el sitio web Gay.net realizó una encuesta para escoger las mejores carátulas de Madonna y True Blue resultó en el primer lugar. En 2006, la fotografía de la portada se vendió en más de 15 000 USD en una subasta. Muchos artistas, programas de televisión y videojuegos han versionado o utilizado samples de los cinco sencillos del disco; no obstante, no fue sino hasta 2011 donde varias bandas de la discográfica independiente Paper Bag Records, entre ellas Born Ruffians, The Acorn y Winter Gloves, grabaron un tributo al álbum titulado Paper Bag Records is True Blue y compuesto por versiones que respeta la lista de canciones del original.
True Blue es uno de los álbumes más premiados en la carrera de Madonna. Con él, obtuvo sus primeros galardones en los premios Juno de Canadá en la categoría de álbum internacional del año, artista pop/rock femenina en los American Music, y a la mejor interpretación de una canción para una película en los ASCAP Film Awards por «Live to Tell». También le valió los premios de vocalista favorita en los Nickelodeon's Kids' Choice y los People's Choice. También representó el primer galardón de su récord en los Japan Gold Disc Awards a la categoría artista del año, gran premio al álbum del año y mejor disco pop. En los MTV Video Music Awards, se le hizo entrega del premio especial Vídeo vanguardia, la primera mujer en recibirlo. Finalmente, el disco le hizo ganar sus primeras entradas al Libro Guinness de los récords en al menos tres categorías: álbum musical más vendido de una mujer en la historia, álbum musical con más número uno en la mayor cantidad de países y acto musical más exitoso de 1986.
A continuación se muestra una tabla con algunos premios y nominaciones que obtuvo la era True Blue:
| Año  | Trabajo nominado           | Premios                          | Categoría                                                        | Resultado | Ref.            |
| ---- | -------------------------- | -------------------------------- | ---------------------------------------------------------------- | --------- | --------------- |
| 1987 | «Live to Tell»             | American Music Awards            | Sencillo pop/rock favorito                                       | Nominado  | [ 159 ]         |
| 1987 | «Live to Tell»             | ASCAP Film Awards                | Mejor interpretación de una canción para una película            | Ganadora  | [ 160 ]         |
| 1987 | True Blue                  | Japan Gold Disc Award            | Gran premio de álbum del año                                     | Ganador   | [ 93 ]          |
| 1987 | True Blue                  | Japan Gold Disc Award            | Mejor álbum pop del año                                          | Ganador   | [ 93 ]          |
| 1987 | True Blue                  | Premios Juno                     | Álbum internacional del año                                      | Ganador   | [ 158 ]         |
| 1987 | «Papa Don't Preach»        | Premios Juno                     | Canción internacional del año                                    | Nominada  | [ 158 ]         |
| 1987 | «Papa Don't Preach»        | Premios Grammy                   | Mejor interpretación vocal pop femenina                          | Nominada  | [ 159 ]         |
| 1987 | «Papa Don't Preach»        | MTV Video Music Awards           | Mejor cinematografía                                             | Nominado  | [ 163 ] [ 159 ] |
| 1987 | «Papa Don't Preach»        | MTV Video Music Awards           | Mejor interpretación general                                     | Nominado  | [ 163 ] [ 159 ] |
| 1987 | «Papa Don't Preach»        | MTV Video Music Awards           | Mejor vídeo femenino                                             | Ganador   | [ 163 ] [ 159 ] |
| 1987 | «Open Your Heart»          | MTV Video Music Awards           | Mejor vídeo femenino                                             | Nominado  | [ 163 ] [ 159 ] |
| 1987 | «Open Your Heart»          | MTV Video Music Awards           | Mejor coreografía                                                | Nominado  | [ 163 ] [ 159 ] |
| 1987 | «Open Your Heart»          | MTV Video Music Awards           | Mejor dirección artística                                        | Nominado  | [ 163 ] [ 159 ] |
| 1987 | Who's That Girl World Tour | Pollstar Concert Industry Awards | Producción de escenario más creativa                             | Nominada  | [ 164 ]         |
| 1987 | Madonna                    | People's Choice Awards           | Intérprete femenina favorita                                     | Ganadora  | [ 162 ]         |
| 1988 | Madonna                    | Nickelodeon Kids' Choice Awards  | Vocalista favorita                                               | Ganadora  | [ 161 ]         |
| 1988 | True Blue                  | Libro Guinness de los récords    | Álbum musical con más números uno en la mayor cantidad de países | Ganador   | [ 10 ]          |
| 1990 | True Blue                  | Libro Guinness de los récords    | Álbum musical más vendido por una mujer en la historia           | Ganador   | [ 140 ]         |

## Legado
Stephen Thomas Erlewine afirmó que True Blue es el álbum donde Madonna se convirtió verdaderamente en «Madonna la superestrella —la siempre ambiciosa artista provocativa y valiente que supo cómo resaltar, comenzar debates, obtener buenas críticas— y hacer buena música al mismo tiempo». Similarmente, para Joe Lynch de Billboard, se trató del álbum que la convirtió en una «superestrella internacional». Mark Savage de la BBC lo considera el álbum que cimentó la reputación de Madonna como la «Primera Dama del Pop». Por último, Peter Piatkowski expresó que convirtió a Madonna en «uno de los rostros dominantes del Monte Rushmore del pop de los 80», junto con Michael Jackson, Prince y Bruce Springsteen. En relación con la influencia de Madonna en la industria de la música y los artistas más jóvenes, el entonces representante de Debbie Gibson, Doug Breitbart, comentó: «Madonna ha traído de vuelta un componente melódico realmente fuerte a la música pop. Tiene un sonido muy orientado a los jóvenes, burbujeante, bueno y divertido».
En conmemoración por los treinta años de su publicación, Wenceslao Bruciaga sostuvo que su «importancia trascendental es que fue el disco que impuso las reglas de cómo debía ser el pop de altísima calidad durante todos los ochenta, pegadizo y diáfano, sin que por ello tuviera que emprender algo así como una hipócrita guerra contra el demonio de lo "comercial"». Agregó que «gracias a True Blue, el reinado aún perdura. 30 años después y nadie ha podido desbancarla del trono». El escritor colombiano Manolo Bellon, en El ABC del Rock, declaró que fue con True Blue que «la crítica, que tan dura había sido con ella, empezó a reconocer que había algo especial». Patrick Leonard remarcó que «la música se volvió más seria, por lo que la empezaron a tomar más en serio. [...] Ella tomó riesgos que no sé si la gente hubiera tomado. Hizo cosas que no eran normales en la música pop de aquel entonces».
Gabriel Orqueda escribió: «Después de la explosión de Like a Virgin, se veía con escepticismo la vida útil de Madonna. Sí, la muchacha sabía llamar la atención, ¿pero tenía con qué sostenerla? True Blue es el sí rotundo y el disco que la puso en el lugar de la popstar más grande de los 80». De manera similar, Daniel Garrán de Los 40 expresó que, si bien Like a Virgin la convirtió en «superestrella», True Blue la «impulsó a un nuevo estatus icónico». Justin Chadwick opinó que fue el álbum que «obligó a muchos de sus detractores a revaluar su arte y adquirir un nuevo respeto» por la artista. Concluyó que «solidificó su ambición rubia, consolidó su estrellato mundial y extinguió cualquier duda sobre su potencial longevidad profesional».
True Blue también generó un impacto cultural con los videos musicales publicados con los sencillos. En su libro Censoring Sex, John Semonche explicó que con este lanzamiento Madonna forzó los límites de los que podría ser transmitido en televisión, lo que resultó en un incremento de su popularidad. Madonna intentó experimentar con diferentes formas y estilos para los videos y en el proceso construyó una nueva imagen e identidad. Empleó distintas estrategias estéticas para ilustrar sus composiciones, para narrarlas y deconstruir el significado de la canción. Con el video de «Live to Tell», Madonna cambió su imagen de boy toy de sus anteriores trabajos y presentaciones a la de una joven sofisticada y seria. Adoptó un cambio de imagen constante en cada video, lo que se hizo evidente con el lanzamiento de «Papa Don't Preach». Para «True Blue», Madonna y Sire Records optaron por hacer un concurso en Estados Unidos en el que los televidentes de MTV participarían haciendo su propio video del tema. «Madonna's 'Make My Video' Contest» registró la participación de miles de fanáticos, la mayoría con videos de adolescentes imitando a Madonna. Al ver la popularidad y la respuesta al concurso, Lisa A. Lewis dijo que este evento enfatizó el efecto que la cantante tenía en diferentes tipos de audiencias.

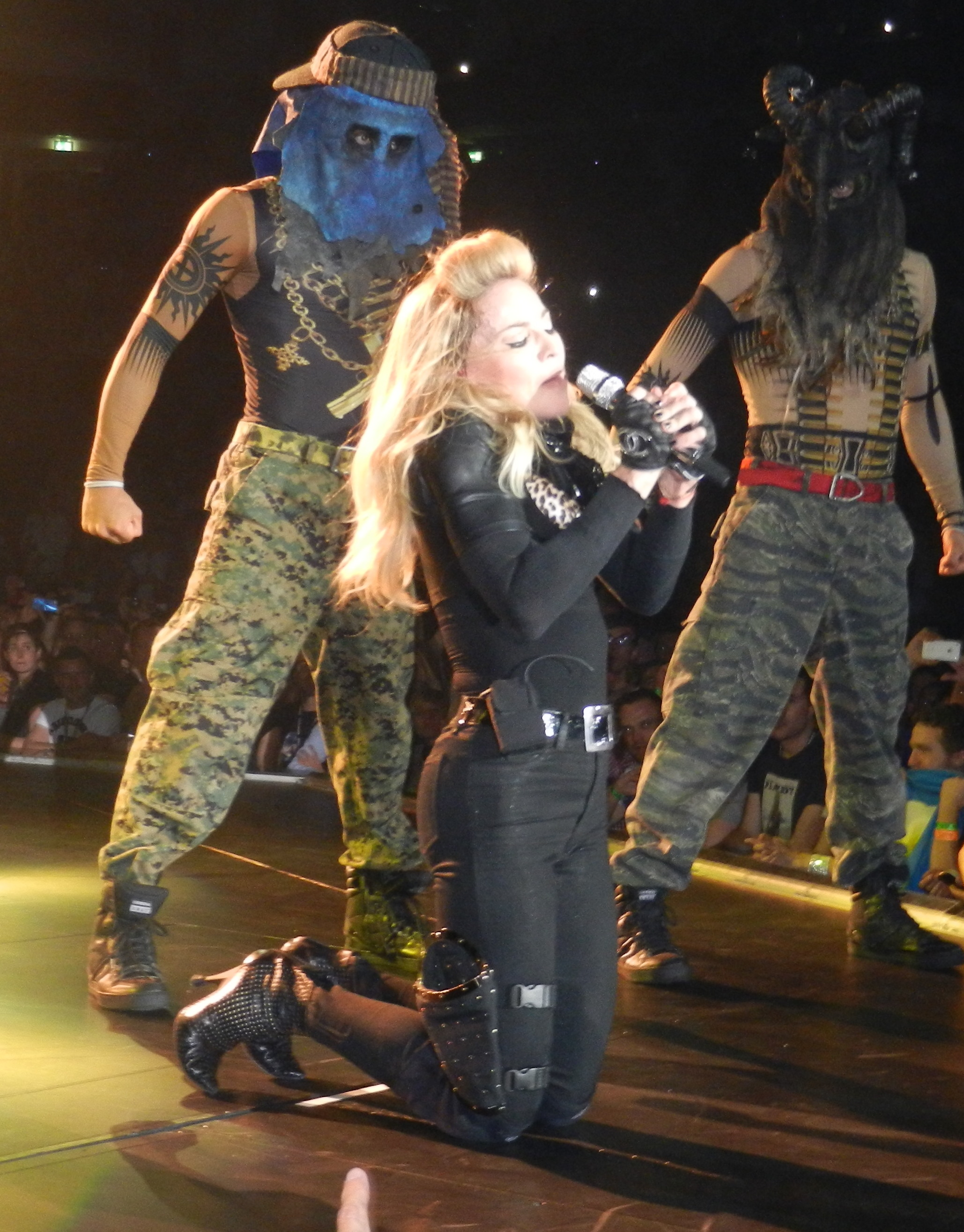
Madonna interpretando «Papa Don't Preach» en la gira The MDNA Tour (2012). Tras su lanzamiento, atrajo críticas y muestras de apoyo por parte de grupos relacionados con el embarazo y el aborto

En el video para «Open Your Heart», Madonna cambió el concepto de la mirada masculina estereotípica y el voyeurismo. Aquí apareció como una stripper que al final escapa del club de caballeros con un niño. Esto levantó mucha polémica al considerarlo excesivamente provocativo; la escritora feminista Susan Bordo le dio una crítica negativa, al decir que los mirones patéticos en los cubículos y el escape de Madonna con el niño estaban «cínica y mecánicamente puestos como una forma de reclamar el estatus codiciado de lo que es solo cheesecake o, quizás, pornografía». Inicialmente, MTV tuvo algunas dudas antes de transmitir el video, pero estas se resolvieron luego de una junta con los ejecutivos de Warner. Pero Donn Welton resaltó que la relación usualmente poderosa entre «la mirada voyeurística masculina y el objeto» se desestabiliza por la representación de los patrones masculinos del peep show como el mirón y el patético. El estilo español de Madonna en el video de «La isla bonita» se popularizó y apareció en las tendencias de la moda de aquella época en forma de boleros y polleras con accesorios como rosarios y crucifijos. Daniel Garrán concluyó que, con los videos publicados, «Madonna criticó los estereotipos de género, reafirmó el alter-ego masculino que había utilizado desde principios de la década y provocó un denso impacto cultural».
«Papa Don't Preach» atrajo críticas y muestras de apoyo por parte de grupos relacionados con el embarazo y el aborto, por las letras que cuentan cómo una joven queda embarazada pero decide quedarse con su bebé en vez de abortarlo. Especialmente en Estados Unidos, donde Madonna era el personaje popular más admirado por las adolescentes, Alfred Moran, director ejecutivo de la oficina de Planned Parenthood de Nueva York, criticó la canción al decir que socavaba los esfuerzos por promover el control de natalidad entre los adolescentes y que animaba el embarazo a una edad temprana. Susan Carpenter-McMillan, presidenta de Feminists for Life (FFL) en Estados Unidos, aceptó que el tema de la canción era provida y dijo que «las mujeres jóvenes fácilmente encuentran el aborto a la vuelta de la esquina. Ahora, lo que Madonna les está diciendo es: "Oye, hay una alternativa"». En una entrevista con The New York Times, Madonna comentó al respecto:

«Papa Don't Preach» es una canción con un mensaje que todos van a tomar del modo equivocado. Inmediatamente van a decir que estoy aconsejando a todas las chicas a salir y embarazarse. Cuando escuché la canción por primera vez creí que era tonta. Pero luego pensé, espera, esta canción es sobre una chica que está tomando una decisión en su vida. Tiene una relación muy estrecha con su padre y quiere mantenerla de esa forma. Para mí es una celebración de la vida. Dice: «Te amo, padre, y amo a este hombre y a este niño que está creciendo dentro de mí. Claro, ¿quién sabe cómo va a terminar? Pero al menos empieza bien».

## Lista de canciones
| True Blue |                                 |                                         |                                        |          |  |
| N.º       | Título                          | Escritor(es)                            | Productor(es)                          | Duración |  |
| 1.        | «Papa Don't Preach»             | Brian Elliot, Madonna                   | Madonna, Stephen Bray                  | 4:29     |  |
| 2.        | «Open Your Heart»               | Madonna, Gardner Cole, Peter Rafelson   | Madonna, Patrick Leonard               | 4:13     |  |
| 3.        | «White Heat»                    | Madonna, Patrick Leonard                | Madonna, Patrick Leonard               | 4:40     |  |
| 4.        | «Live to Tell»                  | Madonna, Patrick Leonard                | Madonna, Patrick Leonard               | 5:52     |  |
| 5.        | «Where's the Party»             | Madonna, Stephen Bray, Patrick Leonard  | Madonna, Patrick Leonard, Stephen Bray | 4:21     |  |
| 6.        | «True Blue»                     | Madonna, Stephen Bray                   | Madonna, Stephen Bray                  | 4:18     |  |
| 7.        | «La isla bonita»                | Madonna, Patrick Leonard, Bruce Gaitsch | Madonna, Patrick Leonard               | 4:02     |  |
| 8.        | «Jimmy Jimmy»                   | Madonna, Stephen Bray                   | Madonna, Stephen Bray                  | 3:55     |  |
| 9.        | «Love Makes the World Go Round» | Madonna, Patrick Leonard                | Madonna, Patrick Leonard               | 4:35     |  |
| 39:47     |                                 |                                         |                                        |          |  |

| Edición remasterizada de 2001 (pistas adicionales) |                                   |                 |          |  |
| N.º                                                | Título                            | Remezclador(es) | Duración |  |
| 10.                                                | «True Blue» (The Color Mix)       | Shep Pettibone  | 6:40     |  |
| 11.                                                | «La isla bonita» (Extended Remix) | Chris Lord-Alge | 5:26     |  |

| Edición de 2021 (35th Anniversary) |                                                |                                  |          |  |
| N.º                                | Título                                         | Remezclador(es)                  | Duración |  |
| 10.                                | «Papa Don't Preach» (Extended Remix)           | Stephen Bray                     | 5:42     |  |
| 11.                                | «True Blue» (The Color Mix)                    | Shep Pettibone                   | 6:36     |  |
| 12.                                | «Open Your Heart» (Extended Remix)             | Steve Thompson, Michael Barbiero | 10:34    |  |
| 13.                                | «La isla bonita» (Extended Remix)              | Chris Lord-Alge                  | 5:25     |  |
| 14.                                | «True Blue» (Remix/Edit)                       | Pettibone                        | 4:26     |  |
| 15.                                | «Open Your Heart» (Dub)                        | Thompson, Barbiero               | 6:40     |  |
| 16.                                | «Live to Tell» (Instrumental)                  |                                  | 5:50     |  |
| 17.                                | «True Blue» (Instrumental)                     |                                  | 6:51     |  |
| 18.                                | «La isla bonita» (Instrumental Extended Remix) | Chris Lord-Alge                  | 5:18     |  |

## Posicionamiento en listas
| País (Lista 1986)                       | Mejor posición |
| --------------------------------------- | -------------- |
| Alemania (GfK Entertainment Charts)     | 1              |
| Australia (Kent Music Report)           | 1              |
| Austria (Ö3 Austria)                    | 2              |
| Canadá (RPM)                            | 1              |
| España (PROMUSICAE)                     | 1              |
| Estados Unidos (Billboard 200)          | 1              |
| Estados Unidos (Top R&B/Hip-Hop Albums) | 47             |
| Unión Europea (European Hot 100 Albums) | 1              |
| Finlandia (Suomen virallinen lista)     | 1              |
| Francia (SNEP)                          | 1              |
| Italia (FIMI)                           | 1              |
| Japón (Oricon)                          | 2              |
| Noruega (VG-lista)                      | 2              |
| Nueva Zelanda (RMNZ)                    | 1              |
| Países Bajos (MegaCharts)               | 1              |
| Suecia (Sverigetopplistan)              | 2              |
| Suiza (Schweizer Hitparade)             | 1              |
| Reino Unido (UK Albums Chart)           | 1              |

| País (Lista 2006)     | Mejor posición |
| --------------------- | -------------- |
| Dinamarca (Hitlisten) | 29             |

| País (Lista 2014)             | Mejor posición |
| ----------------------------- | -------------- |
| Reino Unido (UK Albums Chart) | 21             |

| País (Lista 1980-1989)        | Posición |
| ----------------------------- | -------- |
| Australia (Kent Music Report) | 36       |
| Austria (Ö3 Austria)          | 20       |
| Japón (Oricon)                | 36       |
| Reino Unido (UK Albums Chart) | 9        |

| País (Lista 1986)                       | Posición |
| --------------------------------------- | -------- |
| Alemania (GfK Entertainment Charts)     | 6        |
| Australia (Kent Music Report)           | 10       |
| Austria (Ö3 Austria)                    | 10       |
| Canadá (RPM)                            | 2        |
| Estados Unidos (Billboard 200)          | 37       |
| Unión Europea (European Hot 100 Albums) | 1        |
| Francia (SNEP)                          | 1        |
| Italia (FIMI)                           | 1        |
| Japón (Oricon)                          | 13       |
| Nueva Zelanda (RMNZ)                    | 6        |
| Países Bajos (MegaCharts)               | 1        |
| Reino Unido (UK Albums Chart)           | 1        |
| Suiza (Schweizer Hitparade)             | 5        |

| País (Lista 1987)                       | Posición |
| --------------------------------------- | -------- |
| Alemania (GfK Entertainment Charts)     | 7        |
| Australia (Kent Music Report)           | 21       |
| Austria (Ö3 Austria)                    | 16       |
| Canadá (RPM)                            | 6        |
| Estados Unidos (Billboard 200)          | 11       |
| Unión Europea (European Hot 100 Albums) | 3        |
| Japón (Oricon)                          | 40       |
| Nueva Zelanda (RMNZ)                    | 39       |
| Países Bajos (MegaCharts)               | 10       |

| País                           | Posición |
| ------------------------------ | -------- |
| Estados Unidos (Billboard 200) | 179      |

## Certificaciones
| País (organismo certificador) | Certificación | Ventas    |
| ----------------------------- | ------------- | --------- |
| Alemania (BVMI)               | 2× Platino    | 1 000     |
| Argentina (CAPIF)             | 4× Platino    | 240 000   |
| Australia (ARIA)              | 4× Platino    | 280 000   |
| Brasil (Pro-Música Brasil)    | Oro           | 100 000   |
| Canadá (Music Canada)         | Diamante      | 1 000     |
| España (PROMUSICAE)           | 3× Platino    | 300 000   |
| Estados Unidos (RIAA)         | 7× Platino    | 7 404 000 |
| Finlandia (IFPI - Finlandia)  | Platino       | 53 912    |
| Francia (SNEP)                | Diamante      | 1 353 100 |
| Hong Kong (IFPI - Hong Kong)  | Platino       | 15 000    |
| Italia                        | —             | 1 500 000 |
| Japón (RIAJ)                  | Oro           | 718 000   |
| Nueva Zelanda (RIANZ)         | 5× Platino    | 75 000    |
| Países Bajos (NVPI)           | Platino       | 100 000   |
| Reino Unido (BPI)             | 7× Platino    | 2 100 000 |
| Sumario                       |               |           |
| Mundo                         | —             | 25 000    |

## Créditos y personal

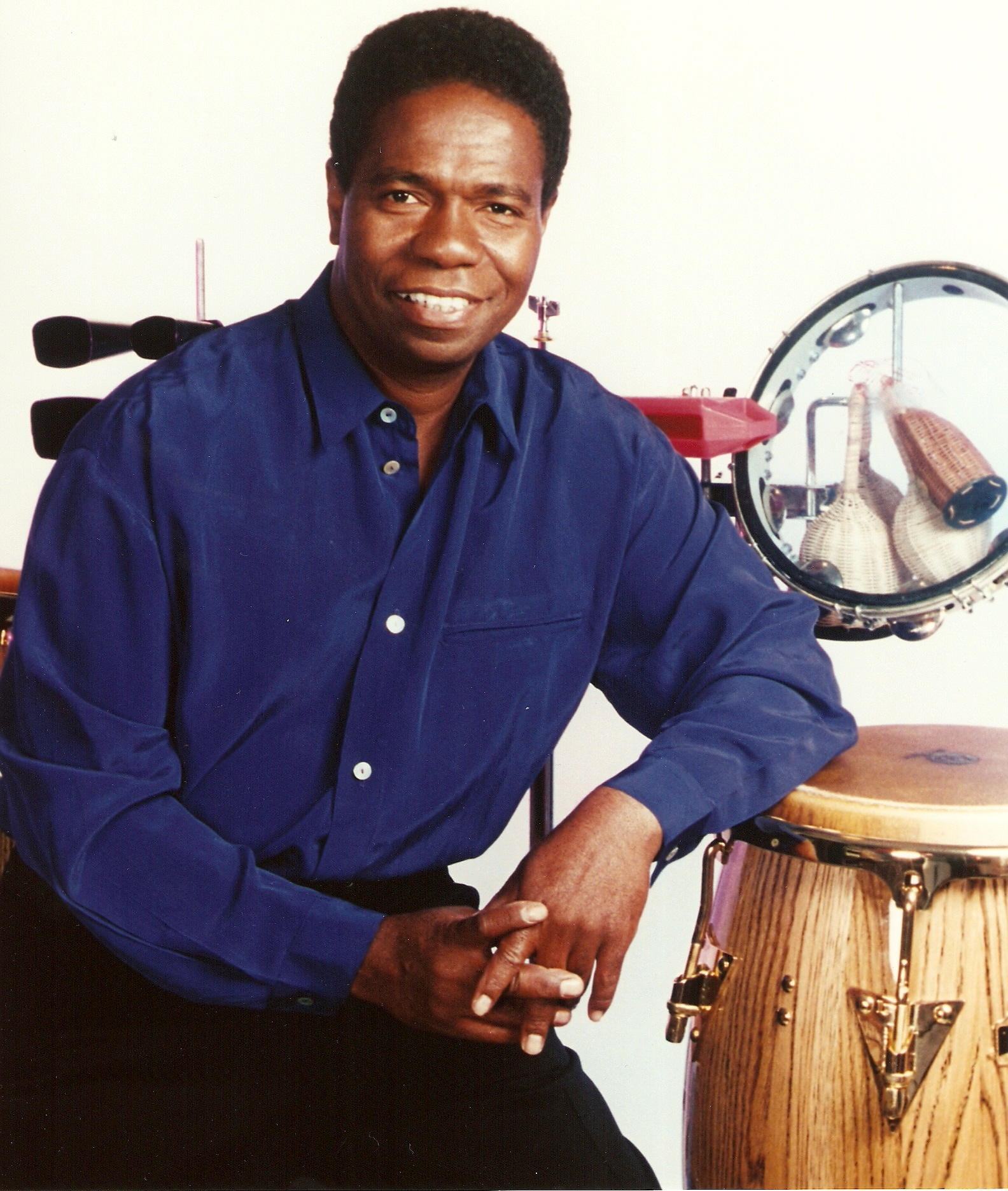
El brasileño Paulinho da Costa fue uno de los percusionistas

- Madonna: voz, voz de apoyo, compositora y productora.
- Patrick Leonard: compositor, productor, tambores, programador de tambores y teclado.
- Stephen Bray: productor, tambores, programador de tambores y teclado.
- Bruce Gaitsch: compositor, guitarra, guitarra eléctrica y guitarra rítmica.
- Jonathan Moffett: percusión, tambores y voz de apoyo.
- John Putnam: guitarra acústica, guitarra y guitarra eléctrica.
- David Williams: guitarra, guitarra rítmica y voz de apoyo.
- Michael Verdick: ingeniero y mezclas.
- Dan Nebenzal: mezclas y asistente de mezclas.
- Paulinho da Costa: percusión y artista invitado.
- Jeri McManus: dirección de arte y diseño.
- Jeffrey Kent Ayeroff: dirección de arte.
- Bill Meyers: cordófonos.
- Herb Ritts: fotografía.
- Dave Boroff: saxofón.
- Fred Zarr: teclado.
- Michael Hutchinson: ingeniero.
- Billy Meyers: arreglos de cuerda.
- Voces de apoyo: Keithen Carter, Siedah Garrett, Donna de Lory, Jackie Jackson, Edie Lehmann, Richard Marx
- Guitarras: Dann Huff y Paul Jackson Jr.
- Compañías discográficas: 
Sire Records: sello discográfico, propietario de los derechos de autor en Estados Unidos (1986) 
 Warner Bros. Records: mercadeo y distribución (todas las versiones), sello discográfico, propietario de los derechos de autor (2001) 
 WEA International: distribución internacional, propietario internacional de los derechos de autor (todas las versiones)

Fuentes: notas del álbum True Blue y Allmusic.

### Lectura complementaria
- Sexton, Adam (1993). Buscando desesperadamente a Madonna: En busca del significado de la mujer más famosa del mundo. Delta Publishing Inc. ISBN 0-385-30688-1.
- Thompson, Douglas (2001). Madonna Queen of the World. John Blake Publishing. ISBN 1-903402-52-2.
- Craig, Michael-Dante (2001). Who's That Girl: The Ultimate Madonna Trivia Book. iUniverse. ISBN 0595210147.
- Simpson, Paul (2003). The rough guide to cult pop. Rough Guides, Penguin Group. p. 229. ISBN 1843532298.